# مغامرة المحقق المحتضر
مغامرة المحقق المحتضر (بالإنجليزية: The Adventure of the Dying Detective)‏ واحدة من 56 قصة قصيرة لــ شرلوك هولمز من تأليف السير آرثر كونان دويل. وهي واحدة من ثمانية قصص قصيرة من سلسلة قوسه الأخير: بعض ذكريات شيرلوك هولمز، نشرت القصة في عام 1913.

## الترجمة العربية
مغامرة المحقق المحتضر، مؤسسة هنداوي، ترجمة زينب عاطف ومراجعة محمد فتحي خضر.